# 肖化
肖化（1955年11月—），男，土家族，湖北长阳人，中华人民共和国政治人物，中国共产党党员。广西师范大学物理系物理教学教学论专业毕业。曾任广西国防动员委员会人民防空办公室副主任，第十一届全国人民代表大会广西地区代表。

## 生平
2006年2月担任崇左市人民政府市长。2008年当选为第十一届全国人大代表。